# Grammy for Bedste solo rap-præstation af en kvinde
Grammy for Best Female Rap Solo Performance var en amerikansk pris der blev uddelt af Recording Academy for årets bedste rap af en kvindelig solist i 2003 og 2004.
Tidligere havde der væet uddelt en enkelt Grammy for Best Rap Solo Performance, men i 2003 og 2004 blev der uddelt separate priser til mandlige og kvindelige rappere. Fra 2005 uddeltes der igen én pris. 
Den tilsvarende pris for en mandlig kunstner er Grammy for Best Male Rap Solo Performance.

## Modtagere af Grammy for Best Female Rap Solo Performance
- 2004: Missy Elliott for "Work It"
- 2003: Missy Elliott for "Scream a.k.a. Itchin'"